# ロココ建築
ロココ建築（ロココけんちく、英語: Rococo architecture）は、主に宮廷建築で用いられた後期バロック建築の傾向を指すもので、独立した建築様式ではない。室内装飾に特徴がある。ヨーロッパのバロック建築最盛期の後、18世紀フランスに始まり、各国に伝わった。

## 概要
ロココ（Rococo）はフランス語のロカイユ（rocaille 岩）に由来する。バロック時代の庭園に造られた洞窟（グロッタ）に見られる岩組のことであった。それが転じて、1730年代に流行していた、曲線を多用する繊細なインテリア装飾をロカイユ装飾と呼ぶようになった。イタリアの貝殻装飾に由来すると考えられているが、植物の葉のような自由な曲線を複雑・優美に配したものである。ロカイユ装飾が天井周りに多く使われ、壁と天井の境界が明確でなくなるのがロココの特徴である。大規模・重厚なバロック宮殿よりは、小規模なサロンを好む繊細な趣味が基調にある。
18世紀初めのフランスに始まり、ドイツ、ロシアなどヨーロッパの宮廷で採用された。ドイツのロココ装飾の教会堂もある。室内装飾が主で、独自の様式というよりは、バロック建築の一変形とも見られる。

## 装飾
ロココ建築はバロック時代から比べて内装に新しい変化がみられる。ロココ時代の特徴となるのは室内にロココの名の由来となった「ロカイユ」という独特の装飾が全体にちりばめられていることである。ロカイユとはフランス語で岩という意味の言葉である。ロカイユ装飾の発生は1715年ころからといわれている。室内の壁やドアの隅部に設置されることが多い。特徴はその優雅で軽妙で官能的な雰囲気すらあるその形である。一見、植物の蔦、骨、貝殻、サンゴ、しぶきをあげる波頭、タツノオトシゴなどに似ているが、実は何かを描写しているわけではないただの非対称形の抽象彫刻である。この室内装飾の要素のひとつがロココのスタイルの名称となったわけだが、言いかえればバロック様式との違いはこの装飾方法くらいだと言ってもよく、その線引きは曖昧である。したがって、バロック末期の室内意匠に限定して用いるべきだとする考えもある。またロココという語は元来蔑称であり、同義的な意味で｢ルイ15世様式」と呼ぶことが多い。同様にバロックも蔑称であったため｢ルイ14世様式」と呼ばれていた。
ロカイユ装飾の素材は木材やストゥッコである。ストゥッコとは吹付材の一種で、セメント系、けい酸質系、合成樹脂系などの厚付けの仕上塗材を外壁表面などに吹き付け、コテやローラーなどで表面に凹凸模様をつける手法のことである。重厚な雰囲気をもち、外壁・内壁・天井などの仕上げに用いられるものである。このストゥッコなどでこの流線的で不規則に湾曲したロカイユ装飾がなされる。

## 特徴
こうしたロカイユ装飾が主流になる前はゴシックの古典装飾がほとんどであったが、その堅苦しい古典装飾に飽きた人々はロカイユ装飾の曲線の斬新さをおおいに歓迎した。このロカイユ装飾を確立したのはジル・マリ・オップノール（1672年 - 1742年）とジュスト・オレール・メッソニエ（1693年 - 1750年）、ジェメン・ボフラン（1667年 - 1754年）らである。ロココ建築以前はオーダーという柱と梁の関係を規定する基準に則った様式が一般的であったがロココ建築ではそのオーダーが用いらなくなったため、壁はパネルの連続となり、壁や天井の境目があいまいになり、曲線でなめらかに移行するようになった。その結果、建物内の各パーツが一体化するようになっていった。ロカイユ装飾は白色に塗られ、金線に縁取られたパネルの縁取りとして使用されることが多く、ロカイユ装飾そのものにも、しばしばリボンや花の飾りなどが施されることがあった。ロココ建築ではバロック建築の儀礼的な趣味から離れて、もっと実用性が求められるようになった。邸宅の部屋も大部屋から小部屋に分割され、より個人的で私的な快適や、より自由な芸術性を楽しむようになったといえる。つまり威圧的で格式ばったデザインではなく、情緒的でやわらかく、繊細なものが求められていたといえる。これはルイ14世があまりにも理性的で儀式的であったことに対する反動だといわれている。外見的にバロック期とは大きく差はないが、ややバロック期よりも簡素淡泊に仕上げられている。用いる色彩もバロック期と同じく金色や白が好まれたが、白や淡い水色、ピンクなどの明るく明快なものが多くなるのも特徴である。しかし平面意匠上の特色ははっきり見られる。バロックはまったくの左右対称の設計でアンフィラード（ドアの位置がそろったいくつもの部屋が並ぶこと）を好むが、ロココは特に左右対称にはこだわらず入り口側の中心軸と庭園側の中心軸をずらすなどの工夫をし、格式よりも実用性や親密性をより重視した。

## 主要建造物
- サンスーシ宮殿
- 小トリアノン（プチ・トリアノン） ヴェルサイユ宮殿内
- スービーズ侯爵邸（オテル・ド・スービーズ（英語版））冬の間　パリ
- ヴィースの巡礼教会
- エカテリーナ宮殿